# Edupunk

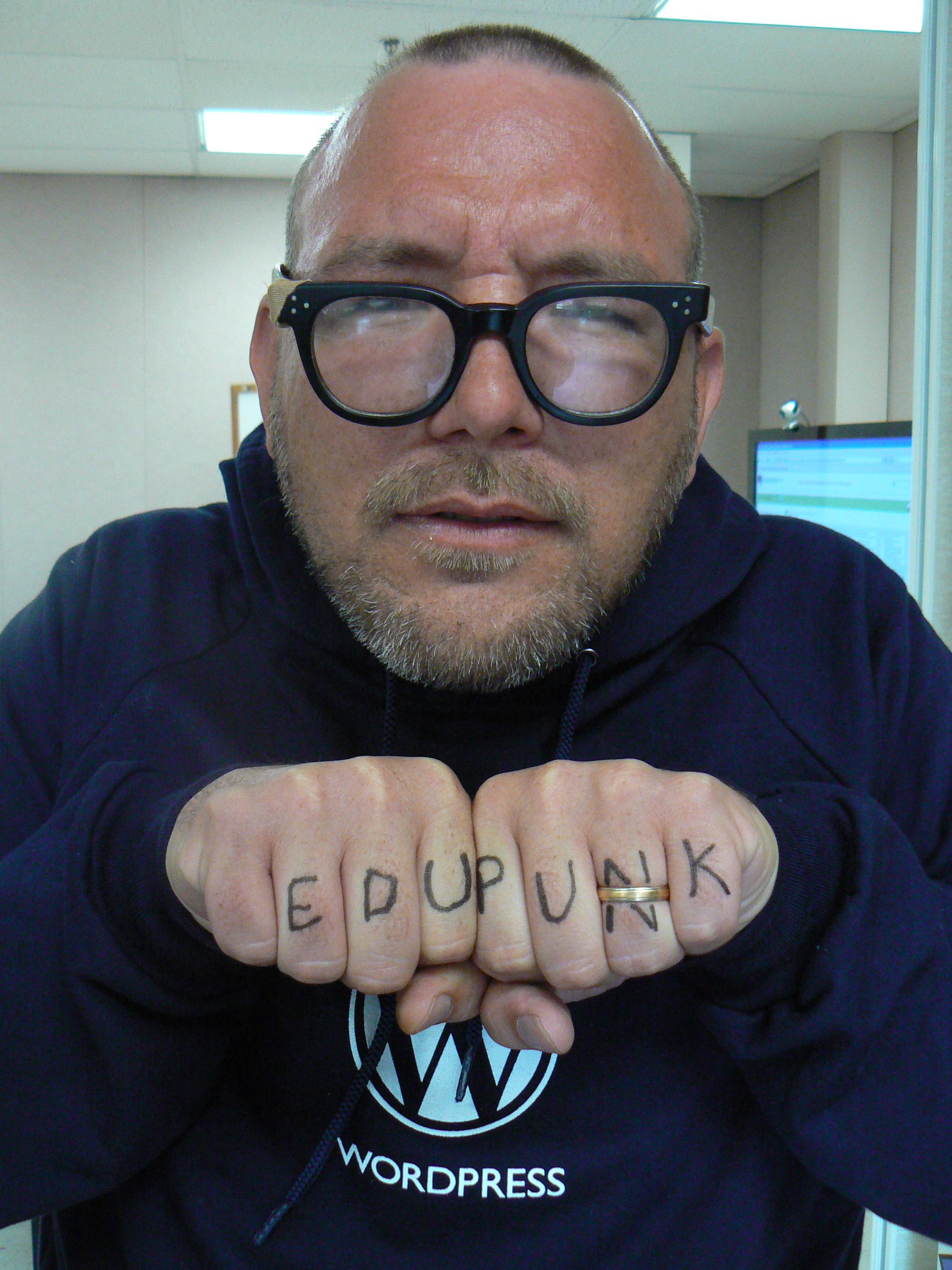
Jim Groom

Edupunk (neologisme adoptat de l'anglès) és un enfocament de l'educació que prové de la ideologia del do it yourself (fes-ho tu mateix). Aquest terme descriu un procés d'ensenyament-aprenentatge inventiu i creatiu. The New York Times el defineix com:
| « | una forma d'ensenyar que evita les eines tradicionals, com el Powerpoint i la pissarra, i que, en lloc d'això, té com a objectiu dur a l'aula una actitud de rebel·lia i l'esperit de fes-ho tu mateix de grups dels setanta com The Clash. | » |

La primera vegada que es va utilitzar aquesta paraula va ser el 25 de maig de 2008 per Jim Groom al seu blog. Al cap d'una setmana ja en feien referència a Chronicle of Higher Education i a partir d'aquest moment es va propagar per la blogosfera.
El moviment edupunk sorgeix com objecció als esforços governamentals i corporatius d'empaquetar tecnologies en productes amb comportaments predefinits. Hi ha tres aspectes remarcables d'aquest enfocament:
- Reacció contra la comercialització de l'aprenentatge
- Actitud "fes-t'ho tu mateix"
- Pensa i aprèn per tu mateix

Es fomenta l'aprenentatge significatiu, la curiositat, l'agència, la creativitat, l'aprenentatge cap a la comprensió, la col·laboració, l'auto-regulació, la competència digital, la capacitat d'explicació i l'autonomia. Cal però considerar que els estudiants tenen la capacitat de dirigir el seu propi procés d'aprenentatge, de pensar críticament, i d'assumir les seves responsabilitats.